# 孫奐
孫 奐（そん かん）は、中国三国時代の武将。呉の宗室の一人。字は季明（きめい）。父は孫静。兄は孫暠・孫瑜・孫皎。弟は孫謙。子は孫承・孫壱・孫封・滕胤妻・呂拠妻。

## 生涯
建安24年（219年）、兄の孫皎が死去したため、その軍勢を引き継ぎ、揚武中郎将・江夏太守に任命された。孫奐は行動がおっとりした人物であったが、兄から受け継いだ部下である劉靖・李允・呉碩・張梁（呉の人物）の他、閭挙という人物を礼遇し採り立て、それぞれに仕事を与え、手際良く職務をこなした。
黄武5年（226年）、孫権が魏の江夏の石陽を攻めたとき、孫奐もその地の太守であったため従軍した。孫権が江夏郡の石陽を包囲したが、曹叡が援軍に荀禹を派遣して孫権の後方を撹乱したこともあり、孫権は二十余日で包囲を解き、殿軍を潘璋に任せて撤退する。夜間に撤退の途中で混乱が生じ、文聘は城に出て潘璋を追撃させた時、孫奐は鮮于丹に魏軍の淮水退路を断たせ、自らも呉碩・張梁の兵を率いて先鋒となり、江夏郡の高城を落として敵将三名を捕らえる戦果を挙げた。孫権に召されて帰還し、孫権がそれまで孫奐のことを利発さが欠ける人物と評価していたが、堂々と軍を凱旋させる姿を見てその評価を改めたという。まもなく揚威将軍・沙羡侯となっている。
黄武7年（228年）の石亭の戦いでは、周魴が偽降の調略のため魏の曹休に宛てた手紙の中で、孫奐が孫権から安陸城の修築と兵糧の搬送を命令されたとあるが、実際にこうした命令があったがどうかは不明である。
兄同様に学問を好み、部曲の子弟達に命じて学問を受けさせ、それらの子弟の中から朝廷に仕える人材を多く出したという。
嘉禾3年（234年）、40歳で亡くなった。爵位は子の孫承が継いだ。